# Constant d'Embree-Trefethen
En matemàtiques, i en particular en teoria dels nombres, la costant d'Embree-Trefethen és un valor llindar d'una successió particular definida per recurrència i s'indica amb una β* ≈ 0.70258.
Més precisament, donat el nombre real β, es considera la successió recurrent
{\displaystyle x_{n+1}=x_{n}\pm \beta x_{n-1}\,}
on es tria el signe de la suma a l'atzar per a cada n independentment i amb probabilitat igual per "+" que per "-". Això és una generalització de la sèrie aleatòria de Fibonacci amb valors de β ≠ 1.
Es pot demostrar que per tot valor de β, el límit
{\displaystyle \sigma (\beta )=\lim _{n\to \infty }(|x_{n}|^{1/n})\,}
existeix quasi segurament. Informalment, la successió es comporta exponencialment amb probabilitat 1, i σ(β) pot ser interpretat com la seva taxa de creixement exponencial.
Es defineix β*  ≈ 0.70258 com el valor llindar pel qual: 
σ(β) < 1 for 0 < β < β* ,
per tant la solució d'aquesta successió recurrent decau exponencialment a mesura que n → ∞ amb probabilitat 1, i
σ(β) > 1 for β > β* ,
llavors, les solucions creixen exponencialment.
Considerant els valors de σ, es té:
- σ(1) = 1.13198824... (constant de Viswanath), i
- σ(β*) = 1 (per definició).